# Ligue démocratique des syndicats indépendants
La Független Szakszervezetek Demokratikus Ligája (Liga Szakszervezetek - Ligue syndicale, Confédération démocratique des syndicats libres) est une centrale syndicale hongroise fondée en 1988. Elle est affiliée à la Confédération européenne des syndicats et à la Confédération syndicale internationale.

## Lien
Site officiel de Liga